# Olivier Boscagli
Olivier Boscagli (ur. 18 listopada 1997 w Monako) – francuski piłkarz grający na pozycji środkowego obrońcy w PSV Eindhoven.

## Sukcesy

### PSV Eindhoven
- Puchar Holandii: 2021/2022
- Puchar Holandii: 2022/2023
- Superpuchar Holandii: 2022
- Superpuchar Holandii: 2024[4]

### Francja U19
- Mistrzostwa Europy U-19: 2016